# All We Love We Leave Behind
All We Love We Leave Behind è l'ottavo album in studio del gruppo musicale metalcore statunitense Converge, pubblicato nel 2012 dalla Epitaph Records.

## Tracce
1. Aimless Arrow – 2:23
2. Trespasses – 2:43
3. Tender Abuse – 1:25
4. Sadness Comes Home – 3:12
5. Empty on the Inside – 2:29
6. Sparrow's Fall – 1:27
7. Glacial Pace – 4:25
8. Vicious Muse – 1:52
9. Veins and Veils – 2:32
10. Coral Blue – 4:48
11. Shame in the Way – 1:57
12. Precipice – 1:47
13. All We Love We Leave Behind – 4:07
14. Predatory Glow – 3:25

## Formazione
- Jacob Bannon - voce
- Kurt Ballou - chitarra, tastiera, percussioni, cori, produzione
- Nate Newton - basso, cori
- Ben Koller - batteria, percussioni, cori